# Acrab
Acrab eller Beta Scorpii (β Scorpii, förkortat Beta Sco, β Sco), som är stjärnans Bayerbeteckning, är en multipelstjärna belägen i nordvästra delen av stjärnbilden Skorpionen. Den har en kombinerad skenbar magnitud på ungefär 2,50 och är tillräckligt ljus för att kunna ses för blotta ögat från de flesta platser. Baserat på parallaxmätningar befinner den sig på ett avstånd av ca 400 ljusår (120 parsek) från solen.

## Nomenklatur
β1 och β2 Scorpii är konstellationens huvudkomponenter. Beteckningarna för delkomponenterna - β Scorpii A, Aa, Ab, B, C, E, Ea och Eb – är härledda från konventionen som används av Washington Multiplicity Catalog (WMC) för multippelstjärnsystem och antagna av den International Astronomical Union (IAU).
Beta Scorpii bär de traditionella namnen Acrab, Akrab eller Elacrab, alla härledda från det arabiska namnet (arabiska: العقرب ) al-'Aqrab ' Skorpion' för hela konstellationen, liksom Graffias, ett namn som delas med Xi Scorpii.
År 2016 organiserade Internationella astronomiska unionen en arbetsgrupp för stjärnnamn (WGSN) med uppgift att katalogisera och standardisera riktiga namn för stjärnor. WGSN anger att i fall med multippelstjärnor ska namnet tillskrivas den ljusaste komponenten med högst visuell ljusstyrka. WGSN godkände namnet Acrab för β Scorpii Aa den 21 augusti 2016 och det är nu så inskrivet i IAU Cataloge of Star Names.

## Komponenter
Betraktad genom ett litet teleskop visas Acrab som en dubbelstjärna med en separation mellan de två komponenterna på 13,5 bågsekunder och en kombinerad skenbar magnitud på 2,50. Detta par, betecknat β1 Scorpii och β2 Scorpii, bildar de övre grenarna i en hierarki av sex omkretsande komponenter.
Den ljusstarkaste delen av Beta Scorpii består av två delkomponenter, betecknade β Scorpii A och β Scorpii B, som kretsar med en vinkelseparation på 3,9 bågsekunder och med en omloppsperiod på 610 år. β Scorpii A är själv en spektroskopisk dubbelstjärna, med de två komponenterna betecknade β Scorpii Aa (även benämnd Acrab ) och β Scorpii Ab. De är separerade med 1,42 millibågsekunder och har en omloppsperiod på 6,82 dygn.
β2 Scorpii har också två delkomponenter, betecknade β Scorpii C och β Scorpii E, som kretsar med en vinkelseparation av 0,1328 bågsekunder och med en omloppsperiod på 39 år. β Scorpii E är i sin tur en spektroskopisk dubbelstjärna med komponenter betecknade β Scorpii Ea och β Scorpii Eb och har en omloppsperiod på 10,7 dygn.
Komponent β Scorpii D är en obunden stjärna, HD 144273, av sjunde magnituden, separerad med 520 bågsekunder. Vissa författare har också refererat till komponent Aa som D.
En följeslagare till komponent B, β Scorpii G, har föreslagits till att bestå med en saknad massa i systemet, men inga ytterligare bevis på dess existens har hittats. β Scorpii F avser en teoretiserad följeslagare till komponent E.

## Egenskaper

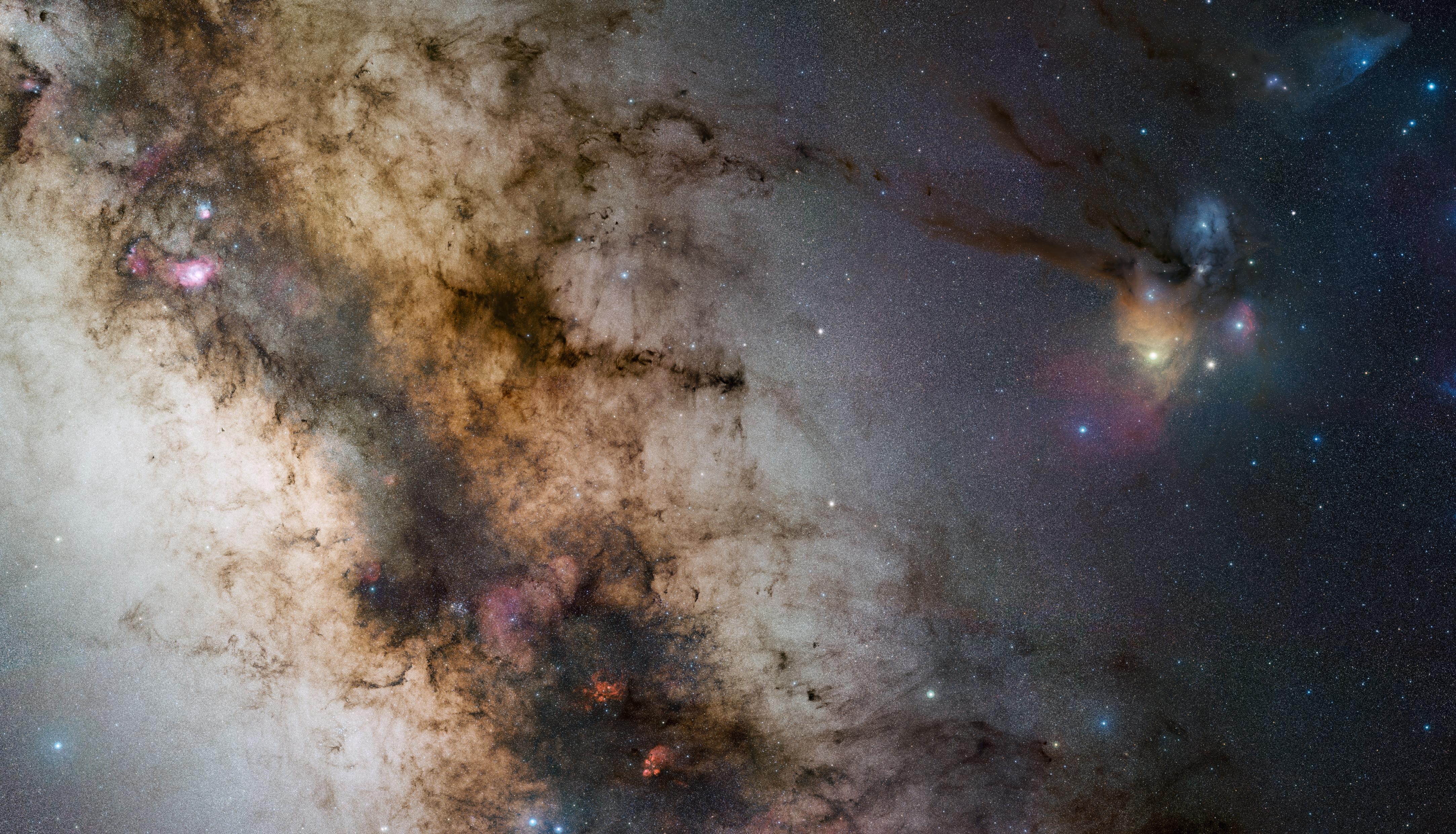
Bild av Skorpionen och Vintergatan med β Scorpii i övre högra hörnet.

β Scorpii-systemet är en kinematisk medlem av en grupp av tusentals unga stjärnor med en genomsnittlig ålder på 11 miljoner år på ett avstånd av ca 470 ljusår (145 parsek). Analys av β1 Scorpii som en enstaka stjärna anger en evolutionär ålder mellan 9 och 12 miljoner år,  men analys av β Scorpii-systemet som helhet tyder snarare på en ålder på 6 miljoner år.
De två komponenterna av β Scorpii är de mest massiva medlemmarna i konstellationen på 15 M☉ respektive 10 M☉. Den kombinerade spektraltypen är B1 V. De individuella spektraltyperna kan inte mätas tydligt, men uppskattas vara B0.5 och B1.5. Komponent Aa utvecklas något bort från huvudserien för nollåldern och dess luminositetsklass uppskattas ligga mellan underjätte (IV) och huvudserien (V). Komponent Ab har en luminositetsklass för huvudserien, en temperatur på 26 400 K och en ljusstyrka på 7,900 L☉.
Komponent B är över 20 gånger svagare än den kombinerade komponenten av A-stjärnor och någon klar spektraltyp har inte uppmätts. Dess massa beräknas vara ca 8 M☉.
Komponent C har spektralklass B2 V och en massa på 8 M☉. Den har en effektiv yttemperatur på 24 000 K, en radie av 2,9 R☉ och en bolometrisk ljusstyrka på 3 200 L☉. 
Komponent E är fastställt en temperatur av 13 000 K, en radie av 2,4 R☉, och en ljusstyrka på 126 L☉. Den är kemiskt märklig, med högt innehåll av mangan och strontium. Den är möjligen en kvicksilver-mangan (HgMn)-stjärna, men har förekomst av andra metaller och oväntat lågt innehåll.